# Schmuckzwergente
Die Schmuckzwergente (Nettapus auritus), auch Afrikanische Zwergglanzente,  Afrikanische Zwergente oder Rotbrust-Zwerggans genannt, ist ein kleiner tropischer Entenvogel, der den Schwimmenten zugerechnet wird. Das Verbreitungsgebiet dieser Art ist auf Afrika und Madagaskar begrenzt.

## Erscheinungsbild
Die Schmuckzwergente gehört zu den kleinsten Enten weltweit. Sie erreicht eine Körperlänge von 27 bis 32 Zentimetern und ist allein wegen ihrer geringen Körpergröße in ihrem natürlichen Verbreitungsgebiet mit keiner anderen Entenart zu verwechseln. Von der gleichfalls sehr kleinen Pünktchenente, mit deren Verbreitungsgebiet es in Madagaskar und im äußersten Süden Überschneidungen gibt, unterscheidet sie sich durch die Körperfärbung. Die beiden Entenarten nutzen außerdem unterschiedliche Lebensräume. An Land bewegt sie sich auf Grund ihrer kurzen Beine ungeschickt. Sie hält sich überwiegend auf dem Wasser auf.
Die Männchen der Schmuckzwergente haben ein weißes Gesicht mit einem auffallenden, schwarzen Augenfleck. Der Schnabel ist kurz und an der Schnabelbasis sehr hoch und geht flach in die Stirn über, so dass der Kopf ein leicht keilförmiges Profil hat. Die schwarze Scheitellinie verläuft bis zum Nacken. Am Hinterkopf und den Nackenseiten befindet sich jeweils ein großer, pudergrüner Flecken, der schwarz eingefasst ist. Der Vorderhals ist weiß. Um den Hals verläuft ein schmales weißes Band, das im Nacken nicht ganz geschlossen ist. Der untere Hals ist ebenso wie die Brust blass kastanienbraun, die Flanken sind leuchtend kastanienbraun. Der Rücken ist schwarz und schimmert grünlich. Ein Flügelspiegel fehlt. Der Bauch ist weiß. Der Schnabel ist gelb mit einem schwarzen Nagel. Die Füße und die kurzen Beine sind dunkelgrau bis schwarz. Die Iris ist braunrot. Ein spezifisches Ruhekleid fehlt. Außerhalb der Fortpflanzungszeit weist das Gesicht des Männchens jedoch einige graue Flecken auf. Untersuchungen über den Mauserverlauf in freier Wildbahn fehlen. Bei in menschlicher Obhut gehaltenen Schmuckzwergenten erfolgt die Schwingenmauser noch, bevor die Küken flügge sind.
Die Weibchen sind an Stirn, Kopfscheitel und im hinteren Nacken dunkelbraun. Die Iris ist dunkelbraun bis schwarz. Der Unterschnabel ist gelb und der Oberschnabel bräunlich mit einem dunklen Nagel. Die Brust und die Flanken sind dunkel kastanienbraun. Bauch und Füße sind wie beim Männchen gefärbt. Jungvögel gleichen dem Weibchen. Bei ihnen ist jedoch der Augenstreif breiter oder sie haben je einen kleinen schwarzen Fleck im Zügel- oder Augenbereich.
Die Küken sind an der Oberseite schwarz und haben ein helles Gesicht. Über das Auge verläuft ein Augenstreif. Unter dem Augenstreif sowie in der Ohrgegend befindet sich je ein kleiner schwarzer Fleck. Die Körperunterseite, ein Flügelstreif sowie je ein Fleck auf dem seitlichen Rücken sind grauweiß bis rahmweiß. Der Schnabel und die Füße sind schwarzgrau.

## Verbreitung und Bestand

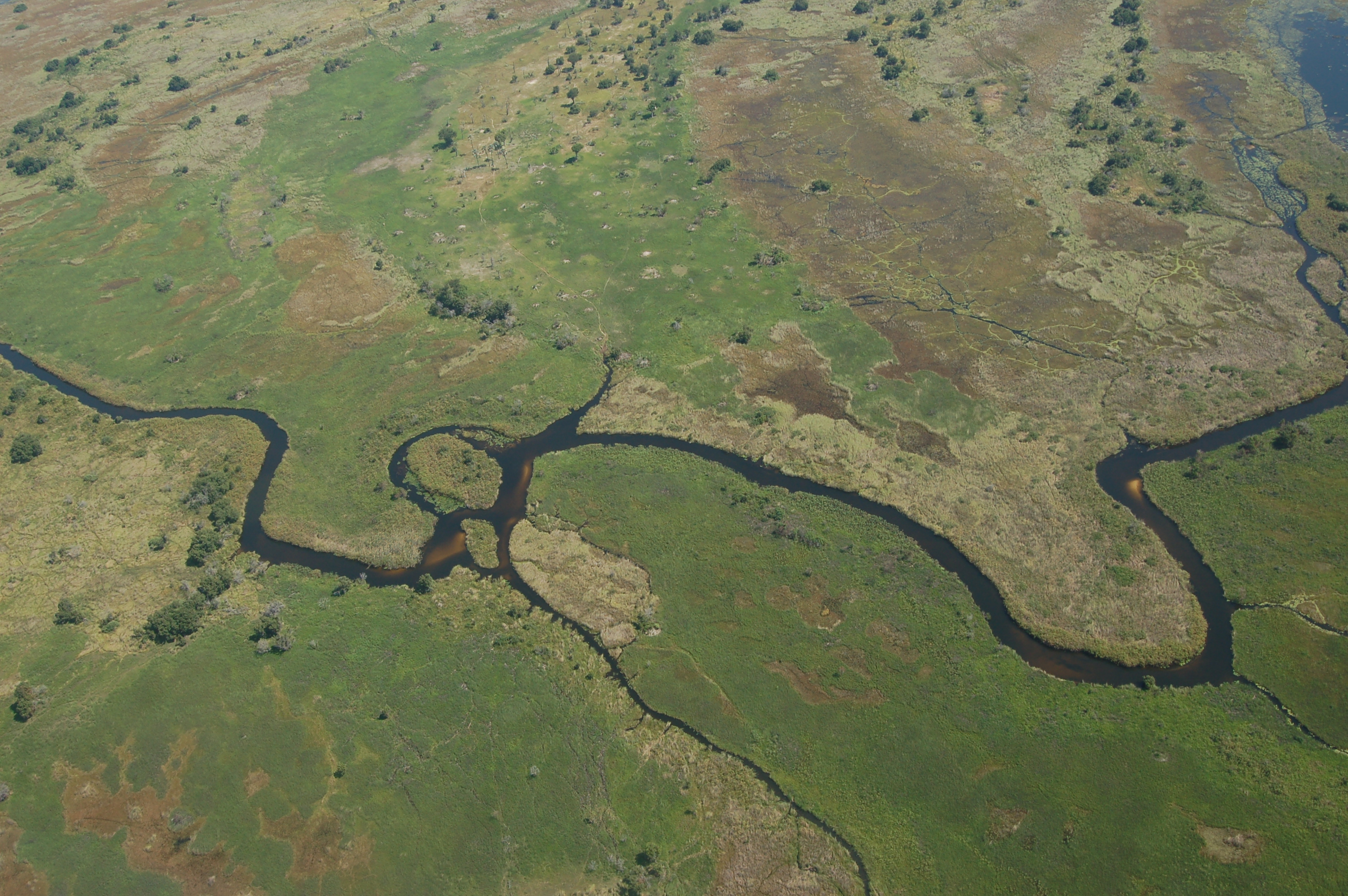
Das Okavangodelta in Botswana weist einen sehr hohen Bestand an Schmuckzwergenten auf.

Die Schmuckzwergente ist im Afrika südlich der Sahara sowie auf Madagaskar beheimatet. Ihre Verbreitung reicht vom Senegal und Äthiopien bis in die östlichen subtropischen Regionen der Republik Südafrika. Auf Madagaskar kommt sie besonders häufig im westlichen und nördlichen Tiefland vor. Außerdem ist sie ein Brutvogel der Insel Pemba. Früher war sie auch auf Sansibar heimisch.
Die Schmuckzwergente ist überwiegend ein Standvogel. Zu Zugbewegungen kommt es während Trockenzeiten. Im südafrikanischen Zululand sind in dieser Zeit gelegentlich Schwärme zu beobachten, die mehr als 1.000 Individuen umfassen. Sie fehlt grundsätzlich in ariden Regionen und besiedelt überwiegend die Tiefebenen. Grundsätzlich scheint sich ihr Verbreitungsgebiet nach ausgedehnten Regenzeiten auszuweiten. Sie kommt dann auch in Zentral-Südafrika vor. Im Tschad und im Sudan ist sie nur gelegentlich zu beobachten.
Im größten Teil ihres Verbreitungsgebietes ist die Schmuckzwergente ein seltener Vogel. Große Bestände finden sich am äthiopischen Tanasee und im Okavangodelta. Der Bestand wird auf 20.000 bis 30.000 Individuen für Westafrika geschätzt. Etwa 100.000 bis 250.000 Individuen leben im östlichen und südlichen Afrika. Davon kommen etwa 15.000 im Okavangodelta vor. Auf Madagaskar beträgt die Individuenzahl 5.000 bis 10.000 Individuen.
Der Bestand nimmt in vielen Gebieten des Verbreitungsgebietes ab. In Senegal, Kenia und Simbabwe gilt die Art als bedroht. Zum Bestandsrückgang führen Habitatveränderungen, insbesondere eine Veränderung des Wasserpflanzenbestands durch die Einführung exotischer Fischarten wie etwa dem Tilapia in Madagaskar. In einigen Gebieten wird die Schmuckzwergente zudem noch bejagt. Auf Grund des großen Verbreitungsgebietes und der dünnen Besiedelungsdichte ist es schwierig, für diese Art geeignete Reservate einzurichten. Sie profitiert aber von der Einrichtung von Nationalparks, die zwar primär für die großen afrikanischen Säugetiere geplant werden, ihr aber in der Regel geeignete Lebensräume bieten. Wasserrückhaltebecken können für diese Art ebenfalls geeignete Lebensräume darstellen. Sie benötigt jedoch hier gewöhnlich Nisthilfen in der Form von Bruthöhlen.

## Lebensraum und Nahrung
Die Schmuckzwergente ist überwiegend an stehenden oder sehr langsam fließenden Süßgewässern zu finden. Häufig ist sie mit der Weißrücken-Pfeifgans vergesellschaftet. Die von ihr besiedelten Gewässer weisen eine dichte Schwimmpflanzenvegetation auf. Ein Bestand an Seerosen scheint das entscheidende Kriterium zu sein, das zu einer Besiedlung durch Schmuckzwergenten führt. Auch bei den beiden anderen Arten der Zwergenten, der Smaragdzwergente sowie der Koromandelzwergente, spielen Seerosen eine große Rolle in der Ernährung. Bei Magenanalysen der Schmuckzwergente fand man bis zu 99 Prozent Seerosensamen. Sie frisst aber auch die Samen anderer Pflanzen, insbesondere Grassamen aller Art, kleine Fische und Wirbellose. Die Nahrungszusammensetzung ist nur geringfügigen saisonalen Schwankungen unterworfen. Auch die Küken fressen von Beginn an dieselbe Nahrung wie die ausgewachsenen Enten. Ihre für Enten verhältnismäßig ungewöhnliche Fähigkeit, sehr gut rückwärts schwimmen zu können, scheint eine Anpassung an Gewässer mit einem reichen Bestand an Schwimmpflanzen zu sein. Auch ihr sonst sehr auffallendes Federkleid bietet ihr eine gute Tarnung, wenn sie zwischen Seerosenblättern ruht.
In der Literatur findet man unterschiedliche Aussagen, ob diese Ente ihre Nahrung auch ertaucht oder überwiegend von der Wasseroberfläche aufnimmt. In Gefangenschaft hat man beobachtet, dass Weibchen Pflanzenstängel mit Samenständen zur Wasseroberfläche herabbiegen und Männchen zum Fressen herbeirufen. Dieses Verhalten ist mindestens einmal auch bei wildlebenden Schmuckzwergenten beobachtet worden.

## Fortpflanzung

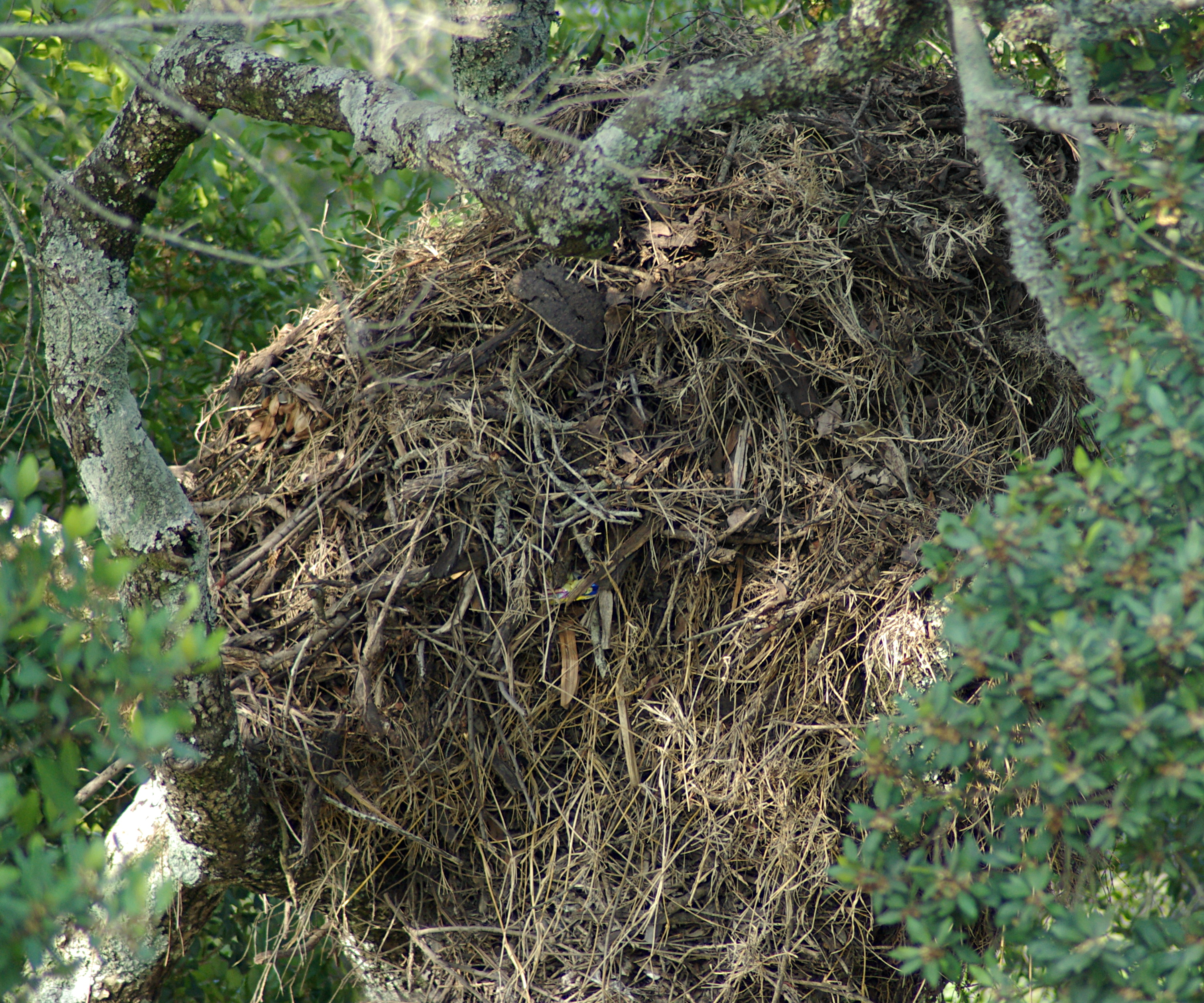
Nest des Hammerkopfs. Schmuckzwergenten nutzen gelegentlich aufgegebene Nester dieses Vogels als Niststandort.

Zum Balzrepertoire der Schmuckzwergente zählen unter anderem Scheinangriffe des Männchens auf andere Erpel in der Nähe. Dabei schwimmt das Männchen entweder sehr schnell mit vorgestrecktem Hals oder fliegt niedrig über die Wasseroberfläche. Die übrigen Balzgesten sind unauffälliger. Die Männchen umkreisen das Weibchen schwimmend, wenden ihm dabei den Kopf zu und präsentieren dabei die grüne Kopfseite. Die Schmuckzwergente ist während der Brutzeit territorial. Sie verteidigt das Brutrevier auch gegenüber der Weißrücken-Pfeifgans. Die Paarbindung scheint stark zu sein und über mehrere Fortpflanzungsperioden zu bestehen. Das Männchen verteidigt das Revier, während das Weibchen brütet, und nimmt auch eine aktive Rolle bei der Führung der Küken ein.
Die Fortpflanzungszeit ist sehr variabel. Sie wird durch Regenfälle ausgelöst. In Nigeria brüten Schmuckzwergenten überwiegend im Zeitraum Juli bis August. In Uganda erstreckt sich die Fortpflanzungszeit auf Juni bis Oktober. Auf Madagaskar brüten sie dagegen überwiegend in den Monaten Dezember bis April. Sie brüten in Baumhöhlen und präferieren dabei Bäume, die direkt am Wasser stehen. Gelegentlich errichten sie ihre Nester auch im dichten Röhricht, unter umgestürzten Bäumen oder sie nutzen die aufgegebenen Nester des Hammerkopfs. Das eigentliche Nest ist nur eine flache Mulde. Es wird nicht mit Nistmaterial ausgelegt, lediglich das in der Mulde vorhandene Pflanzenmaterial wird etwas zusammengescharrt. Die Eier werden vom Weibchen mit einer Schicht Daunen bedeckt, wenn es das Nest verlässt. Das Vollgelege umfasst sechs bis zwölf cremeweiße Eier. Im Schnitt besteht ein Gelege aus neun Eiern. Die Brutzeit beträgt 21 bis 23 Tage. Es brütet allein das Weibchen. Die Küken schlüpfen gleichzeitig und sind Nestflüchter. Aus den Höhlen klettern sie mit Hilfe ihrer spitzen Krallen. Sie sind nach 38 bis 42 Tagen flügge. Nach Kolbe sind die Jungvögel erst mit 56 bis 63 Tagen flügge.

## Haltung in menschlicher Obhut
Die erste größere Anzahl von Schmuckzwergenten gelangte 1935 in den Zoopark von Clères, Frankreich. Anders als die als sehr schwierig geltende Smaragdzwergente und die Koromandelzwergente lebte sich diese Entenart dort gut ein und konnte über mehrere Jahre gehalten werden. Allerdings kam es zu keiner Nachzucht.
Seit 1960 gelangten mehrfach kleine Importe dieser Entenart nach Europa und Nordamerika. Die Erstzucht gelang 1975 in Nordamerika. Dem Zoo in New York glückte eine erfolgreiche Zucht dann wieder in den Jahren 1979 und 1982. Erfolgreicher war der Zoo in Hongkong, der zwischen 1985 und 1990 insgesamt 26 Küken aufziehen konnte. Eine intensivere Haltung begann erst nach 1984, nachdem einige in Afrika handaufgezogene Schmuckzwergenten nach Europa gelangten. Die deutsche Erstzucht gelang 1990 einem Privathalter. Insgesamt sind Bruterfolge mit dieser Art selten.

## Belege